# Wiatrak holenderski w Dąbrowie Białostockiej
Wiatrak holenderski w Dąbrowie Białostockiej – wiatrak holenderski z 1924 roku w Dąbrowie Białostockiej.

## Historia
Wymurowany w 1924 roku przez Jana Zabłockiego na zlecenie Jana Owsiejko. Młyn działał do 1960 roku, gdy kolejny właściciel przestał go wykorzystywać. Właścicielem w 2003 roku był Urząd Miasta i Gminy w Dąbrowie Białostockiej.

## Wpis do rejestru zabytków
Wpisany do rejestru zabytków 26 czerwca 1979 roku pod numerem  A-517.

## Opis
Wiatrak został zbudowany na planie koła o średnicy 8,40 m z polnych kamieni. Do wnętrza można wejść przez 4 dwuskrzydłowe drzwi. Wnętrze ma trzy kondygnacje, które mają po 4 okna. Wiatrak jest wysoki na 9,40 m i należy do niego działka o powierzchni 1755 m². Część murowana była nieruchoma, natomiast obracał się drewniany dach.